# خوشه صنعتی
مفهوم خوشه صنعتی اشاره به مجموعه ای از بنگاه‌ها دارد که محصولات مشابهی را تولید می‌کنند یا بنگاه‌هایی که در شبکه‌های تأمین عمودی و افقی قراردارند. در واقع خوشه‌ها را می‌توان به صورت شبکه‌هایی از بنگاه‌های به هم وابسته، نهادهای تولید دانش (دانشگاه‌ها، موسسات تحقیقاتی)، سازمان‌های میانجی (نظیرارائه دهندگان خدمات فنی و مشاوره) و مشتریان که در زنجیره تولید ارزش افزوده با هم مرتبط شده‌اند، تعریف کرد.
در راستای مفهوم خوشه‌ها، پورتر مدل مشهور الماس خود را در پاسخ به این که چرا کشورها از رقابت پذیری و نوآوری پروری بهره می‌برند ارائه کرد.
مدل الماس پورتر شامل چهار وجه شرایط عوامل تولید (مهارت‌ها، فناوری‌ها سرمایه و…) شرایط تقاضا (تقاضای رقابت)، پیوند با صنایع مرتبط و پشتیبان و راهکارهای بنگاه است این چهار وجه عوامل رقابت پذیری ملی را نشان می‌دهند.

## ویژگی‌های خوشه‌های صنعتی

### ویژگی‌های کالبدی و فیزیکی
- تمرکز جغرافیایی صنایع
- تقسیم کار فزاینده و وجود نیروی کار متخصص
- وجود فناوری
- وجود نهادهای عینی تأمین کننده خدمات پشتیبان خوشه[۲][۳][۴]

### ویژگی‌های فعالیتی
- پیوندهای اقتصادی
- پیوندهای فناوری
- پیوندهای نهادی[۵][۶]

مفهوم خوشه‌ها به شدت بر افزایش نوآوری پروری و رقابت پذیری منطقه‌ای تمرکز داشته و خوشه‌های صنعتی دارای اثرات مختلف اجتماعی، اقتصادی و کالبدی بر مناطق بوده و می‌توانند از طرفی با کارآفرینی بسزایی همراه باشند و با ایجاد صرفه‌های مختلف اقتصادی و خلق ایده‌های نو منجر به ایجاد مزیت‌های رقابتی در روند جهانی‌شدن گردند.